# Magny-sur-Tille
Magny-sur-Tille ist eine französische Gemeinde mit 872 Einwohnern (Stand 1. Januar 2022) im Département Côte-d’Or in der Region Bourgogne-Franche-Comté. Sie gehört zum Arrondissement Dijon und zum Kanton Chevigny-Saint-Sauveur.
Umgeben wird die Gemeinde von Bressey-sur-Tille im Norden, von Izier im Osten, von Varanges im Süden und von Fauverney im Westen.

## Bevölkerungsentwicklung
| Jahr                       | 1962 | 1968 | 1975 | 1982 | 1990 | 1999 | 2012 | 2019 |
| Einwohner                  | 263  | 256  | 386  | 513  | 576  | 645  | 854  | 902  |
| Quellen: Cassini und INSEE |      |      |      |      |      |      |      |      |

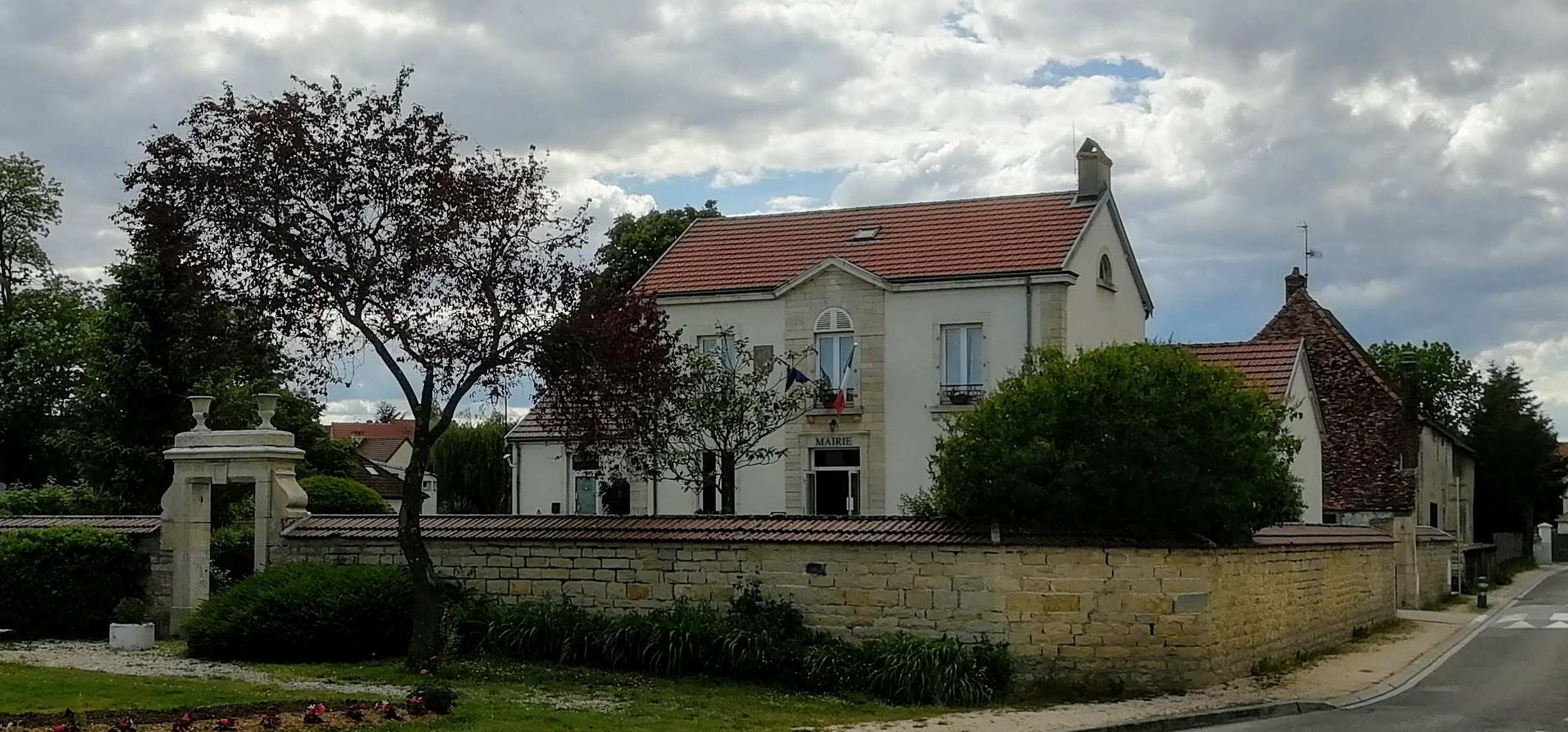
Mairie Magny-sur-Tille
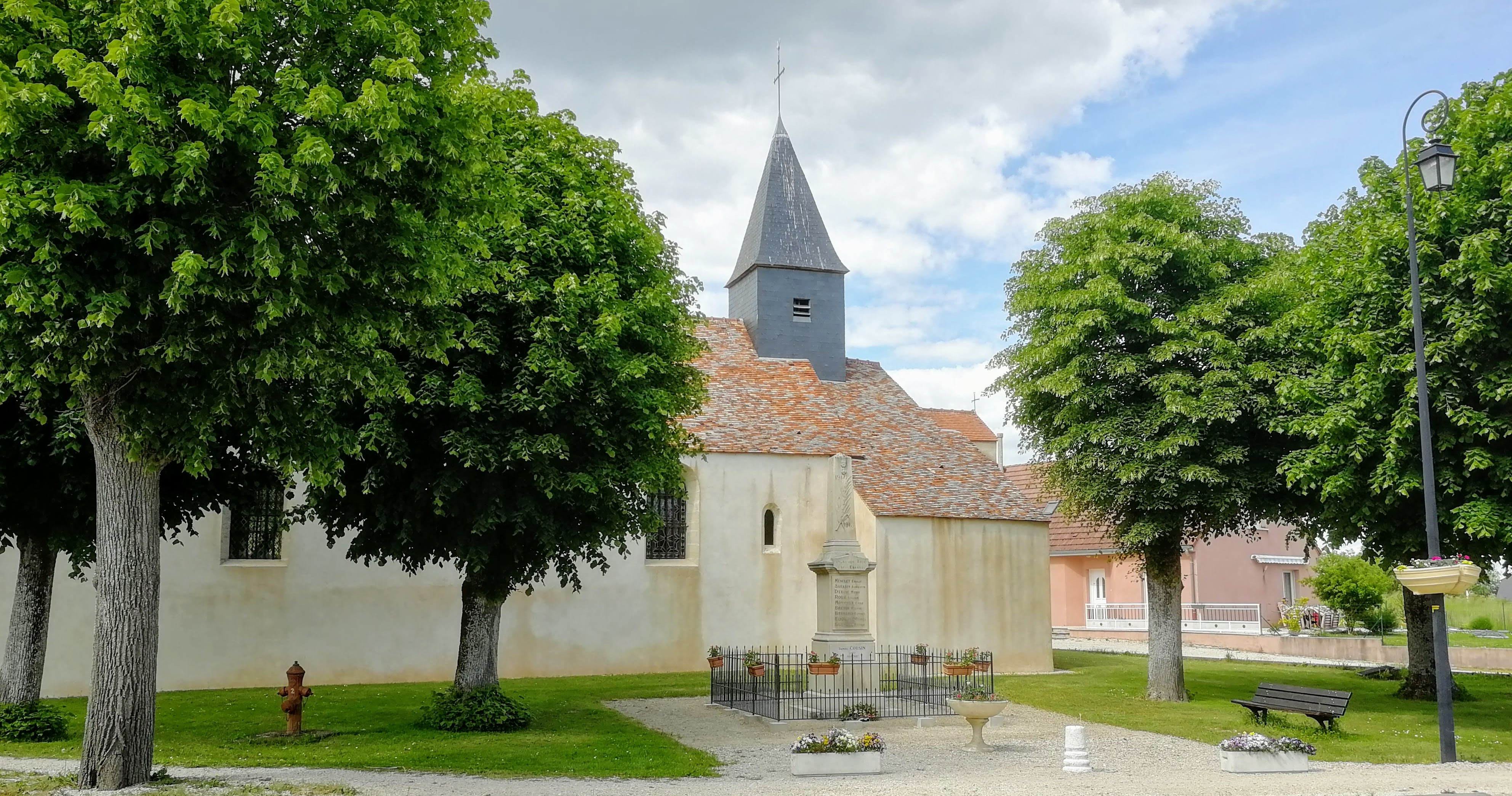
Geburts-Kirche (Église de la Nativité)
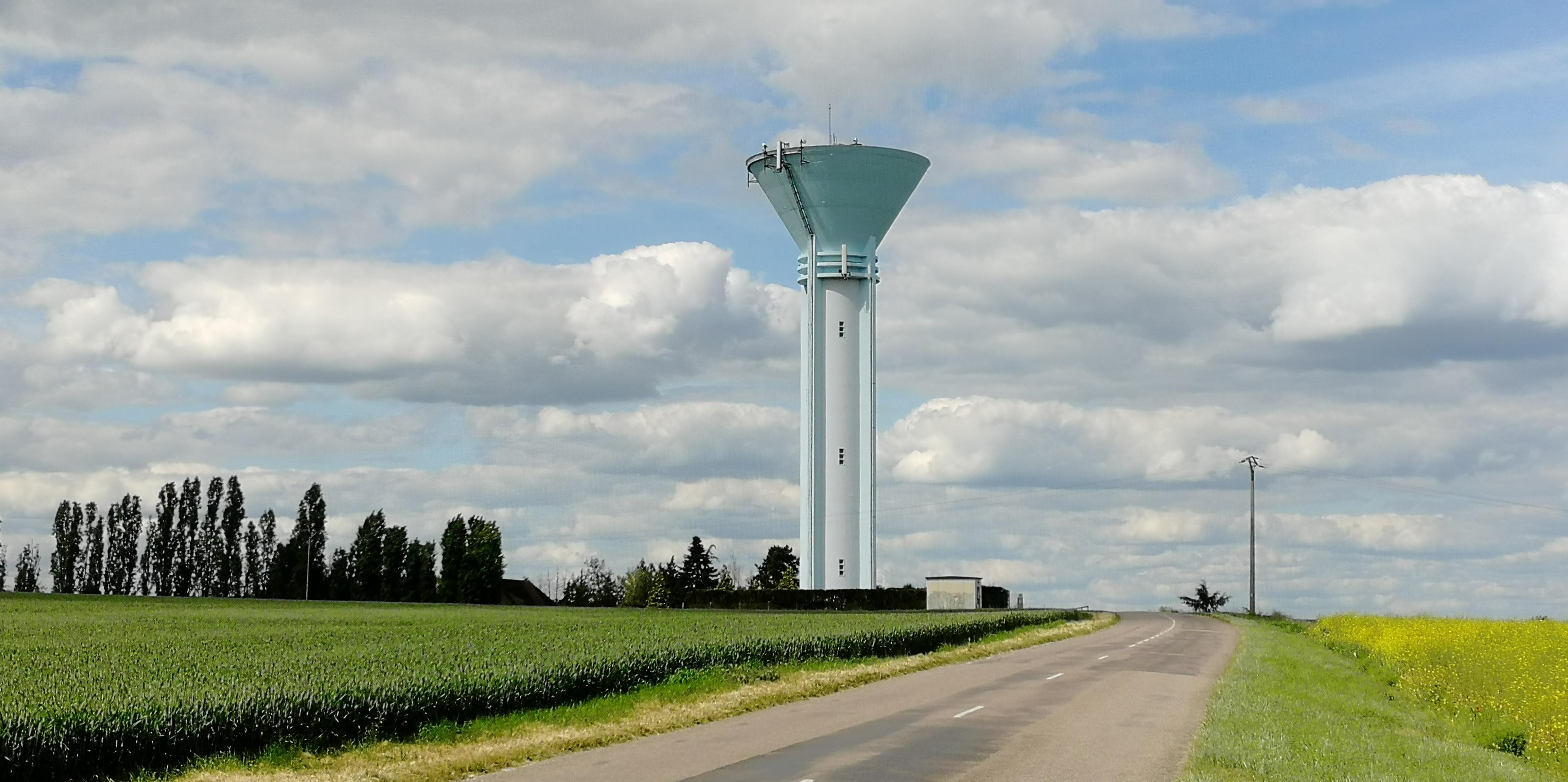
Wasserturm